# 台湾鉄路管理局BT40型蒸気機関車

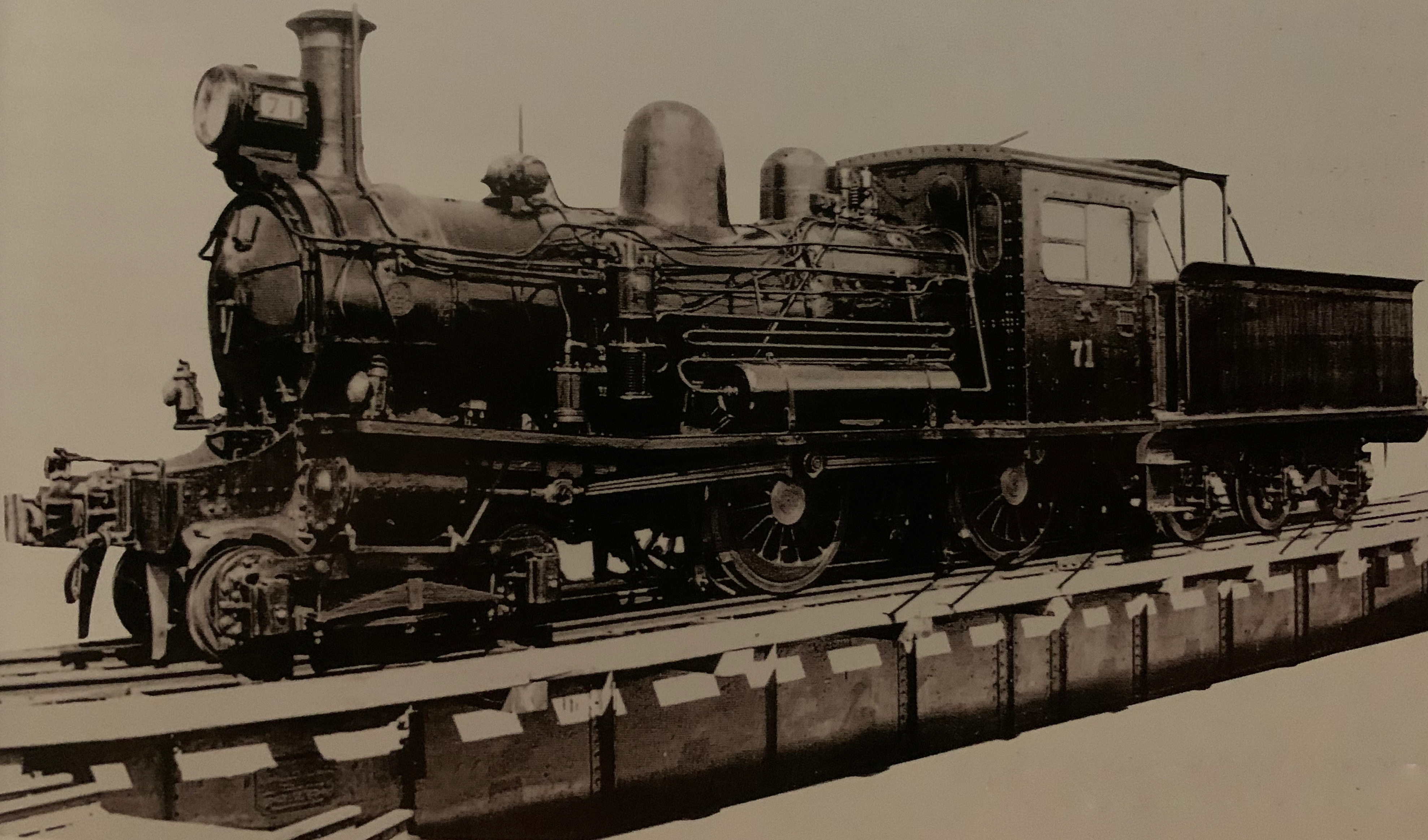
空気ブレーキ装着後の71号機

台湾鉄路管理局BT40型蒸気機関車（中国語：臺灣鐵路管理局BT40型蒸汽機車）は台湾鉄路管理局の前身である台湾総督府交通局鉄道部が1908年（明治41年）、1909年（明治42年）に英国のノース・ブリティッシュ・ロコモティブより輸入したテンダー式蒸気機関車である。

## 概要
日本の内地で「ピーテン」と呼ばれる一党で台湾にて唯一使用された形式である。日本鉄道Pbt2/4形（後の国鉄5600形）の準同型機でもある。2B（先輪2軸動輪2軸）の車軸配置を持つテンダー機関車で、動輪直径は1,372mmである。弁装置はスティーブンソン式、ベルペア火室（Belpaire firebox）の採用等、ほぼ同様の構成となっている。

## 運用
70形として1908年（明治41年）に2両（70, 71）、1909年（明治42年）に2両（72, 73）の計4両が輸入され、最初の2両は台北庫へ、次の2両は嘉義庫へ配置となり、台北 - 高雄直通急行列車を牽引していた。その後台北が1両、嘉義が3両となった後、打狗庫（後の高雄庫）に集中配置。更に全機が嘉義庫へ配転となった。主に潮州線で運用されていたが、1935年（昭和10年）に宜蘭庫へ転じ、宜蘭線で旅客輸送にあたっていた。また、1931年（昭和6年）に全機が蒸気ブレーキの取り付けを行なっている。
全機が敗戦を迎え、中華民国接収後にBT40型（41 - 44）と改番されている。

## 性能諸元
- 全長：14,891mm
- 全高：3,810mm
- 軌間：1,067mm
- 軸配置：2B（4-4-0）（アメリカン）
- 動輪直径：1,372mm
- 弁装置：スチーブンソン式

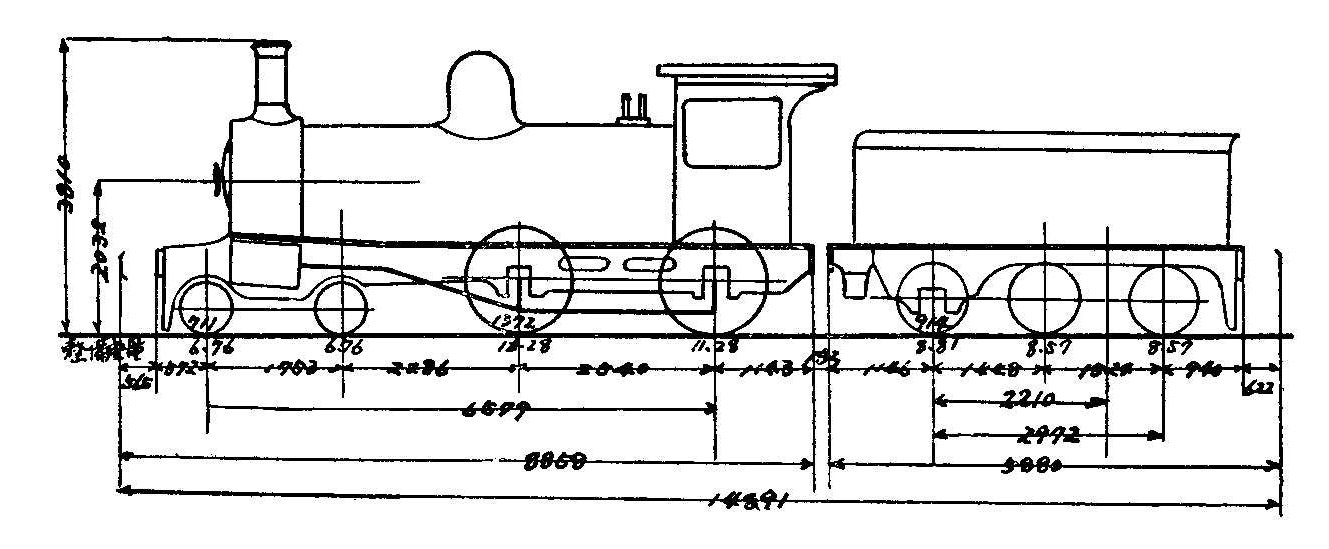
形式図

- シリンダー（直径×行程）：406mm×599mm
- ボイラー圧力：11.3kg/cm2
- 火格子面積：1.58m2
- 全伝熱面積：92.62m2
  - 全蒸発伝熱面積
    - 煙管蒸発伝熱面積：83.52m2
    - 火室蒸発伝熱面積：9.10m2
- 小煙管（直径×長さ×数）：45mm×3,251mm×184本
- 機関車運転重量 36.07t
- 動輪軸重（最大）：22.57t
- 炭水車重量（運転整備）：25.94t（水タンク容量：10.46m3、燃料積載量：2.50t）